# 鶴の間
『鶴の間』（つるのま）は、日本テレビ系列で 放送されたバラエティ番組。製作局の日本テレビでは2005年4月5日から2006年3月28日まで、毎週火曜24:20〜24:50（JST）（ただし、前後の番組の都合から、週によっては時間に変動あり）に放送された。

## レギュラー出演者
- 笑福亭鶴瓶

インタビュアー
- ラルフ鈴木アナウンサー
- 矢島学アナウンサー
- 藤井恒久アナウンサー

※矢島学・藤井恒久はラルフ鈴木が出演できない際に代理を務めた。
ナレーター
- 木村匡也（※特番である「鶴の大広間」のみ）

## 内容
笑福亭鶴瓶と週替わりのゲスト1名が、全く打ち合わせも顔合わせ（楽屋での挨拶）もしないまま舞台に登場、客前で完全アドリブの漫才を披露する。鶴瓶には事前にゲストが誰か知らされていないため、漫才というよりもフリートークになることも多々ある。
即興漫才の終了後は番組の用意した壁面に五代目古今亭志ん生、林家三平、東八郎等の昔の演芸人や喜劇人の顔写真が無数に飾られている楽屋らしきところで反省トークをする。なお、第2回までは反省トークも上記と同じスタジオ（客前の舞台）で行っていた。
- 第2回相方ゲストの雨上がり決死隊の蛍原徹の際は、蛍原の本当の相方である宮迫博之が乱入した。

## 歴代ゲスト（相方）
- 第001回 2005年4月5日  川田広樹（ガレッジセール）
- 第002回 2005年4月12日 蛍原徹（雨上がり決死隊）
- 第003回 2005年4月19日 田中卓志（アンガールズ）
- 第004回 2005年4月26日 中川剛（中川家）
- 第005回 2005年5月3日  春風亭小朝
- 第006回 2005年5月10日 堤下敦（インパルス）
- 第007回 2005年5月17日 友近
- 第008回 2005年5月24日 笑福亭笑瓶
- 第009回 2005年5月31日 三宅裕司
- 第010回 2005年6月7日  土田晃之
- 第011回 2005年6月14日 梶原雄太（キングコング）
- 第012回 2005年6月21日 濱口優（よゐこ）
- 第013回 2005年6月28日 明石家さんま
- 第014回 2005年7月5日  ウド鈴木（キャイ〜ン）
- 第015回 2005年7月12日 伊東四朗
- 第016回 2005年7月19日 大竹一樹（さまぁ〜ず）
- 第017回 2005年7月26日 河本準一（次長課長）
- 第018回 2005年8月2日  ボビー・オロゴン
- 第019回 2005年8月9日  しずちゃん（南海キャンディーズ）
- 第020回 2005年8月16日 秋山竜次（ロバート）
- 第021回 2005年8月23日 野沢直子
- 第022回 2005年8月30日 堀内健（ネプチューン）
- 第023回 2005年9月6日  大木こだま（大木こだま・ひびき）
- 第024回 2005年9月13日 矢作兼（おぎやはぎ）
- 第025回 2005年9月20日 劇団ひとり
- 第026回 2005年9月27日 村上知子（森三中）
- 第027回 2005年10月4日 ほんこん
- 第028回 2005年10月11日 岡田圭右（ますだおかだ）
- 第029回 2005年10月18日 遠藤章造（ココリコ）
- 第030回 2005年10月25日 ほっしゃん。（現・星田英利）
- 第031回 2005年11月1日  桂三枝（現・六代目桂文枝）
- 第032回 2005年11月8日  久本雅美
- 第033回 2005年11月15日 岩尾望（フットボールアワー）
- 第034回 2005年11月22日 中島知子（当時オセロ）
- 第035回 2005年11月29日 有田哲平（くりぃむしちゅー）
- 第036回 2005年12月6日 上田晋也（くりぃむしちゅー）
- 第037回 2005年12月13日 レッド吉田（TIM）
- 第038回 2005年12月20日 加藤浩次（極楽とんぼ） - この回、濱口優が事前に鶴瓶へ相方を教えてしまった。
- スペシャル 2005年12月23日 19:00-20:54 (鶴の大広間)
- 第039回 2006年1月3日 田村淳 （ロンドンブーツ1号2号）
- 第040回 2006年1月10日 猫ひろし
- 第041回 2006年1月17日 ラサール石井
- 第042回 2006年1月24日 ワッキー（ペナルティ）
- 第043回 2006年1月31日 児嶋一哉（アンジャッシュ）
- 第044回 2006年2月7日 清水ミチコ
- 第045回 2006年2月14日 木村祐一
- 第046回 2006年2月21日 品川祐（品川庄司）
- 第047回 2006年2月28日 吉田敬（ブラックマヨネーズ） - この回、相方の小杉竜一も登場し、一緒に反省会をした。
- 第048回 2006年3月7日 関根勤
- 第049回 2006年3月14日 竹山隆範（カンニング）
- 第050回 2006年3月21日 西川きよし
- 第051回（最終回） 2006年3月28日 内村光良（ウッチャンナンチャン）

## スタッフ
- 構成 : 桜井慎一、石原健次、渡辺真也、小山賢太郎
- 構成協力 : 鬼頭直孝
- TM（テクニカルマネージャー） : 福王寺貴之
- SW（スイッチャー） : 村松明
- CAM（カメラマン） : 三井隆裕
- MIX（ミキサー） : 今野健
- 音声 : 中村宏美
- VE (ビデオエンジニア)  : 佐久間治雄
- 照明 : 中瀬有紀
- ロケ技術 : スウィッシュジャパン
- 音効 : 黒澤隆昌
- VTR編集 : 須藤康則
- MA : 石塚亮
- 美術 : 塚越千恵、近藤純子
- スタイリスト : 上野真紀
- TK（タイムキーパー） : 山沢啓子
- デスク : 藤島悦子
- AD（アシスタントディレクター） : 市村崇、大竹正高、橋本早世
- ディレクター : 松藤豪、世良田佳男、小林淳一
- 総合演出 : 福士睦
- プロデューサー : 中村英明 / 工藤浩之、小西寛、山田泰
- チーフプロデューサー : 吉川圭三
- 企画協力 : 千佐隆智
- 制作協力 : K-max、SHOW TV
- 製作著作：日本テレビ

## 各地の放送時間
| 地域           | 放送局               | 系列       | 放送曜日と時間                  | 放送日遅れ |
| -------------- | -------------------- | ---------- | ------------------------------- | ---------- |
| 関東広域圏     | 日本テレビ（制作局） | 日テレ系列 | 毎週火曜 夜24時20分〜24時50分   | —          |
| 山梨県         | 山梨放送             | 日テレ系列 | 毎週火曜 夜24時20分〜24時50分   | 同時ネット |
| 長野県         | テレビ信州           | 日テレ系列 | 毎週火曜 夜24時20分〜24時50分   | 同時ネット |
| 静岡県         | 静岡第一テレビ       | 日テレ系列 | 毎週火曜 夜24時20分〜24時50分   | 同時ネット |
| 愛媛県         | 南海放送             | 日テレ系列 | 毎週火曜 夜24時20分〜24時50分   | 14日遅れ   |
| 熊本県         | くまもと県民テレビ   | 日テレ系列 | 毎週日曜 昼12時55分〜13時25分   | 5日遅れ    |
| 新潟県         | テレビ新潟           | 日テレ系列 | 毎週日曜 昼12時55分〜13時25分   | 26日遅れ   |
| 中京広域圏     | 中京テレビ           | 日テレ系列 | 毎週水曜 夜25時25分〜25時55分   | 8日遅れ    |
| 石川県         | テレビ金沢           | 日テレ系列 | 毎週月曜 夜25時22分〜25時52分   | 13日遅れ   |
| 長崎県         | 長崎国際テレビ       | 日テレ系列 | 毎週月曜 朝10時55分〜11時25分   | 20日遅れ   |
| 香川県・岡山県 | 西日本放送           | 日テレ系列 | 毎週火曜 夕方16時55分〜17時25分 | 21日遅れ   |

また、鹿児島県の鹿児島読売テレビも番組の穴埋めなどの際に不定期放送していた（1年ほどの時差ネット）。